# Diocesi di Tianjin
La diocesi di Tianjin (in latino Dioecesis Tienzinensis) è una sede della Chiesa cattolica in Cina suffraganea dell'arcidiocesi di Pechino. Nel 1950 contava 50.000 battezzati su 3.600.000 abitanti. È retta dal vescovo Melchior Shi Hongzhen.

## Territorio
La diocesi comprende l'area metropolitana di Tianjin, dove si trova la cattedrale di San Giuseppe.

## Storia
Il vicariato apostolico di Ce-li marittimo fu eretto il 27 aprile 1912 con il breve Nobis in hac di papa Pio X, ricavandone il territorio dal vicariato apostolico di Ce-li settentrionale (oggi arcidiocesi di Pechino).
Dal 1913 al 1916 fu costruita la cattedrale di San Giuseppe.
Il 3 dicembre 1924 assunse il nome di vicariato apostolico di Tientsin, in forza del decreto Vicarii et Praefecti della Congregazione di Propaganda Fide.
L'11 aprile 1946 il vicariato apostolico è stato elevato a diocesi con la bolla Quotidie Nos di papa Pio XII.
Agli inizi degli anni ottanta del secolo scorso, dopo la riammissione dei culti in Cina, fu ordinato vescovo "clandestino" monsignor Joseph Li Side, che godette di grande autorità nella diocesi. Infatti il vescovo "ufficiale", Joseph Li Depei, ordinato nel 1963, non poté mai esercitare il suo ufficio per il rifiuto dei cattolici di seguirlo. Alla morte di questi nel 1991, il vescovo ausiliare "clandestino", Joseph Shi Hongchen, ordinato nel 1982 da Li Side, decise di aderire all'Associazione patriottica cattolica cinese, succedendo dunque a Li Depei alla guida della diocesi "ufficiale"; morì il 3 marzo 2005.
Il 27 agosto 2024 il novantacinquenne vescovo Melchior Shi Hong-zhen, già ordinato come coadiutore nel 1982 con il permesso della Santa Sede e succeduto nel 2019 a Li Side come vescovo "clandestino", è stato riconosciuto anche dal governo cinese.

## Cronotassi dei vescovi
Si omettono i periodi di sede vacante non superiori ai 2 anni o non storicamente accertati.
- Paul-Marie Dumond, C.M. † (27 aprile 1912 - 21 luglio 1920 nominato vicario apostolico di Ganzhou)
- Jean de Vienne de Hautefeuille, C.M. † (12 luglio 1923 - 14 giugno 1951 ritirato)
  - Sede vacante
  - Johannes Zhang Bi-de † (1951 - 13 febbraio 1953) (amministratore apostolico)
  - Alphonsus Tchao † (13 febbraio 1953 - 1981) (amministratore apostolico)
  - Joseph Li Depei † (14 maggio 1963 consacrato - 13 luglio 1991 deceduto) (vescovo ufficiale)
  - Joseph Li Side † (15 giugno 1982 consacrato - 8 giugno 2019 deceduto) (vescovo clandestino)
  - Joseph Shi Hongchen † (26 maggio 1992 - 3 marzo 2005 deceduto) (vescovo ufficiale)
  - Melchior Shi Hong-zhen (8 giugno 2019 succeduto - 27 agosto 2024 riconosciuto vescovo ufficiale)
- Melchior Shi Hong-zhen, dal 27 agosto 2024

## Statistiche
La diocesi nel 1950 su una popolazione di 3.600.000 persone contava 50.000 battezzati, corrispondenti all'1,4% del totale.
| anno | popolazione | popolazione | popolazione | presbiteri | presbiteri | presbiteri | presbiteri                | diaconi | religiosi | religiosi | parrocchie |
| anno | battezzati  | totale      | %           | numero     | secolari   | regolari   | battezzati per presbitero | diaconi | uomini    | donne     | parrocchie |
| ---- | ----------- | ----------- | ----------- | ---------- | ---------- | ---------- | ------------------------- | ------- | --------- | --------- | ---------- |
| 1950 | 50.000      | 3.600.000   | 1,4         | 84         | 29         | 55         | 595                       |         | 74        | 122       | 23         |

Secondo alcune fonti statistiche, nel 2012 la diocesi contava oltre 100.000 fedeli, con 40 sacerdoti e 40 religiose circa; la sola parrocchia della cattedrale contava nel 2011 30.000 fedeli. Secondo il bollettino della Sala Stampa della Santa Sede del 27 agosto 2024, nel territorio della diocesi vivono circa 56.000 fedeli, distribuiti in 21 parrocchie, servite da 62 sacerdoti.